# جوزيف هال
جوزيف هال (بالإنجليزية: Joseph Hall) (و. 1574 – 1656 م) هو قسيس، وكاتب، وشاعر بريطاني، توفي في نورتش، عن عمر يناهز 82 عاماً.

## مناصب
تولى منصب Bishop of Norwich ‏
- Bishop of Exeter [الإنجليزية]‏

.

## التعليم
تعلم في كلية ايمانويل، كامبريدج
.

## روابط خارجية
- جوزيف هال على موقع الموسوعة البريطانية (الإنجليزية)
- جوزيف هال على موقع إن إن دي بي (الإنجليزية)